# Bandiera centrale di Urad
La bandiera centrale di Urad (乌拉特中旗S, Wūlātè Zhōng QíP) è una bandiera della Mongolia Interna, regione autonoma della Cina. Essa è amministrata dalla prefettura di Bayannur.